# Everything Bad Is Good for You
Todo lo malo es bueno para ti: Cómo la cultura popular en la actualidad nos está haciendo inteligentes (título original en inglés: Everything Bad Is Good for You: How Today's Popular Culture Is Actually Making Us Smarter), es una novela testimonio escrita por Steven Johnson. Fue publicada en el año 2005, trata sobre la teoría de Johnson acerca la cultura popular, en particular en programas de televisión y videojuegos. Johnson afirma que la cultura popular ha crecido de forma compleja y demandante con el tiempo, provocando que la sociedad se esté haciendo más inteligente. Los argumentos de este libro se basan en los beneficios de la televisión, así como la atención de los medios.  El libro recibió diversas críticas.   
Johnson establece que intenta persuadir al lector de 2 cosas: 
1. Por casi todos los estándares que se utilizan para medir los beneficios cognitivos de la lectura, atención, memoria,  así como otros temas; la cultura popular no literaria ha crecido de forma constante y desafiante durante los últimos treinta años.  

2.La cultura no literaria ha desarrollado diferentes capacidades mentales que son igual de importantes como ejercitarse leyendo libros".

## Conceptos clave
Johnson desafía el precepto que la cultura pop se encuentra deteriorándose como resultado de las nuevas plataformas de medios, como redes sociales. De esta forma es como el término "curva durmiente" de la película Woody Allen "Durmiente", donde "los científicos de 2173 se encuentran asombrados que la sociedad del siglo XX no captara los méritos nutricionales de los pasteles de crema y el chocolate caliente ".: xvi  De esta forma argumenta en contra de la percepción contemporánea del deterioro de las normas de la cultura pop, aunque Johnson se apresura a señalar que de ninguna manera la curva durmiente implica que la cultura popular se haya vuelto superior a la cultura tradicional.: 132  Johnson utiliza las siguientes fuentes de medios para sustentar su argumento:

### Videojuegos
Sostiene que el atractivo de los videojuegos no radica en su contenido (posiblemente violento o sexual), sino más bien en el hecho que la "estructura" de los videojuegos invita de manera única a la exploración y estimula a la Vía mesolímbica del cerebro.: 34, 38  Al señalar los argumentos a favor de los videojuegos, Johnson nos da su perspectiva sobre cómo los niños pueden estar más involucrados en videojuegos que en clase, lo que provocaría que los niños tomen sus respectivas clases desde los videojuegos. Para fundamentar este argumento, Johnson discute cómo los juegos y otros mundos virtuales tienen recompensas inmediatas, mientras que en la realidad, las recompensas tarda un tiempo en obtenerse. Johnson afirma que "si creas un sistema donde las recompensas se definan claramente y se logren mediante la exploración de un entorno, encontrarás cerebros humanos atraídos hacia esos sistemas, incluso si están formados por personajes virtuales y aceras simuladas. No es el tema de estos juegos lo que atrae ... es el sistema de recompensas ". Finalmente, en los videojuegos se requiera la toma de decisiones, mientras que los libros y otros las formas de arte pueden evocar a la imaginación y emociones pero no requieren toma de decisiones.
Johnson reconoce que, aunque la industria de los videojuegos está creciendo, la literatura sobre el tema es limitada. Johnson ofrece varias fuentes de información sobre este tema en  Ludology; Ludology.org y seriousgames.org así como los libros Got Game de John Beck and Mitchell Wade y The Play Ethic de Pat Kane.: 224–225 

### Televisión y cine
Johnson admite que la televisión y el cine exigen menos habilidades en toma de decisiones que los videojuegos, aunque los beneficios de la lectura (atención, paciencia, retención, análisis de hilos narrativos, etc.) también están aumentando en la televisión y el cine, a pesar de su falta de traducción de la lectura al significado real. Habla de tres principios de la televisión y el cine: "múltiples hilos", "flecha intermitente" y "redes sociales". "Enhebrado múltiple", de acuerdo con Johnson, está combinando una estructura narrativa compleja con un tema complejo con múltiples argumentos y subtramas (por ejemplo, afirma que se muestra como " ER  y  24  tienen hasta 10 hilos por episodio). Indica que una "Flecha intermitente" es un tipo de señal narrativa diseñada para ayudar a la audiencia a seguir lo que está ocurriendo, pero ha habido una creciente falta de flechas en los últimos años, y esta falta de flechas se usa para dibujar intrincadas tramas y referencias oscuras. Finalmente, afirma que "los reality shows exigen que rastreemos múltiples relaciones, ya que la acción de estos shows gira en torno a las cambiantes enemistades y alianzas entre más de una docena de personas ". Johnson afirma que esto activa la inteligencia social, definiéndola como: " nuestra capacidad de monitorear y recordar muchos vectores distintos de interacción en la población que nos rodea y, por lo tanto, los observadores deben ser capaces de comprender mejor las redes sociales". Afirma que la televisión es un "medio brillante" para determinar la forma en la que las personas capacitadas entienden las conexiones interpersonales, o su cociente de espectro autista (cuanto mayor es la inteligencia emocional de una persona, menor es su "cociente de autismo"), : 98–99  y en reality shows en particular, muestran de forma realista la complejidad de los mapas "red social" en relaciones humanas, donde un grupo de personas tiene un compromiso complejo e interconectado. : 108 
La televisión anteriormente, dice Johnson, simplificaba las relaciones narrativas y humanas, mientras que las tendencias modernas no solo se muestran en la realidad sino en programas con un guion establecido como  Los Soprano  mejoran las habilidades cognitivas de la audiencia. : 67, 72  También sugiere que la televisión y las películas modernas han reducido el número de "flechas parpadeantes", pistas narrativas para ayudar al público a entender la trama y requiere que las audiencias hagan más trabajo cognitivo prestando atención a los detalles de antecedentes y a la información si desean seguir lo que están viendo. : 73–74, 77–78 
Más adelante en el libro, menciona que estas características de la televisión también prevalecen en el cine.

### Internet
Johnson argumenta que el Internet "ha desafiado nuestras mentes de tres maneras fundamentales y relacionadas: al ser participativo, al forzar a los usuarios a aprender nuevas interfaces y al crear nuevos canales para la interacción social". Johnson utiliza blogs y así como Google para aprender ejemplos de participación. Declara que "el ritmo acelerado de las nuevas plataformas y aplicaciones de software obliga a los usuarios a probar y dominar nuevos entornos como "aprender trucos de un nuevo cliente por correo electrónico, configurar correctamente el software de chat de video, aprender que hacer después de instalar un sistema operativo". " Además, señala que "en los últimos años la web ha sido una herramienta para aumentar la conexión social nombrando sitios web, redes sociales y comerciales como Friendster, el servicio meetup.com tan central para la organización política de la campaña de 2004" En general, presenta pruebas a tope de los beneficios de Internet.

## Recepción
El libro ha recibido críticas mixtas. En una reseña de  The New York Times , Janet Maslin fue principalmente negativa, descartando el "argumento fácil" del libro y la escasez de pruebas contundentes y afirmando que "el lector se estremece dentro de la idea enorme dentro del libro hasta  tropezarse con lo mismo: reiteraciones de una gran idea del Sr. Johnson ". En otra, Walter Kirn, reconociendo la falta de ciencia y cuestionando algunas de las premisas del libro con respecto a los beneficios del reality de televisión, elogió la "elegante polémica" de Johnson, concluyendo que "considerando puramente en sus propios términos, la tesis de Johnson se mantiene a pesar de estas sutilezas". Wired  le dio al libro una crítica general positiva, describiéndola como' llena de ideas interesantes que son claramente el reflejo de un intelecto ágil y católico ', pero también sugirió que el libro se basa en gran medida en torno a un argumento hombre de paja y por lo tanto "en gran parte se pierde el objetivo de la crítica más válida de la cultura popular de hoy".  The Guardian  encontró parte de la tesis de Johnson - que algunos elementos de la cultura pop se han vuelto más complejos - persuasivos, pero no el segundo reclamo de que esta mayor complejidad ofrece beneficios tangibles para el público además de prepararlos para manejar una cultura pop más compleja; criticó la escasez de ciencia dura y las conclusiones extraídas de lo que existe la ciencia y también la aplicación de teoría literaria a los medios de comunicación visual.  La crítica de Associated Press elogió el libro en general como "una lectura atractiva", aunque señaló que el libro era desigual, con discusiones de TV y videojuego mejores que las de la película e Internet, y repetitivo al presentar su tema. Salon.com lo describió simplemente como "una buena defensa contraria de la cultura pop".